# Bai Pheru
Bai Pheru é uma cidade do Paquistão localizada na província de Punjab.